# Mookie Blaylock
Daron Oshay "Mookie" Blaylock (ur. 20 marca 1967 w Garland, Teksas) – amerykański koszykarz, grający w lidze NBA na pozycji rozgrywającego.
Jest rekordzistą NCAA w liczbie przechwytów (13) uzyskanych w trakcie jednego spotkania. Dokonał tego dwukrotnie, podczas rywalizacji z uczelnią Centenary (12.12.1987) oraz Loyola (17.12.1988).
Po ukończeniu University of Oklahoma, Blaylock został wybrany z 12. numerem w drafcie NBA w 1989 r. przez New Jersey Nets. Spędził w tym klubie trzy sezony, potem grał jeszcze w Atlanta Hawks oraz Golden State Warriors. Karierę skończył w 2002 roku.
Dwukrotnie wybierany do NBA All-Defensive Team, dwukrotnie z rzędu zwyciężył w statystykach najlepiej przechwytujących w lidze. Raz wystąpił w NBA All-Star Game (1994). W czołówce stosunku asyst do strat w całej historii NBA.

## Osiągnięcia
College
- Finalista NCAA (1988)[2]
- Wybrany do:
  - II składu All-American (1989)[3]
  - składu NJCAA All–American (1987)[4]
- Uczelnia zastrzegła należący do niego numer 10

NBA
- Uczestnik meczu gwiazd NBA (1994)[5]
- Zaliczany do:
  - I składu defensywnego NBA (1994, 1995)[6]
  - II składu defensywnego NBA (1996–1999)[6]
- Lider:
  - sezonu zasadniczego w przechwytach (1997, 1998)[7]
  - play-off w średniej przechwytów (1992)[8]

## Upamiętnienie
Grunge’owy zespół muzyczny Pearl Jam początkowo nosił nazwę „Mookie Blaylock” na cześć koszykarza. Także debiutancki album grupa zatytułowała numerem z jakim grał Blaylock, tj. 10 (Ten).